# 고도 (높이)

고도는 기준 데이텀(datum)과 물체 사이의 수직 측정치이다.

고도(高度)는 평균 해수면 따위를 0으로 하여 측정한 대상 물체의 높이이다. 고도를 측정하는 장비는 고도계이다. 일반적으로 고도는 기준 측지 자료, 지점 또는 객체 사이의 수직 또는 "위쪽" 방향거리 측정이다. 참조 측지 자료는 종종 상황에 따라 다르다. 고도라는 용어는 일반적으로 위치의 해발고도를 의미하는데 사용된다.
"아래쪽" 방향의 수직 거리 측정은 일반적으로 깊이라고 한다.
항공에서의 고도 구분은 고고도(25,000ft~63,000ft), 중고도. (10,000ft~25,000ft), 저고도(10,000ft 이하)로 구분한다.

## 같이 보기
- 경위도
- 지리좌표
- 표고점